# WE.177

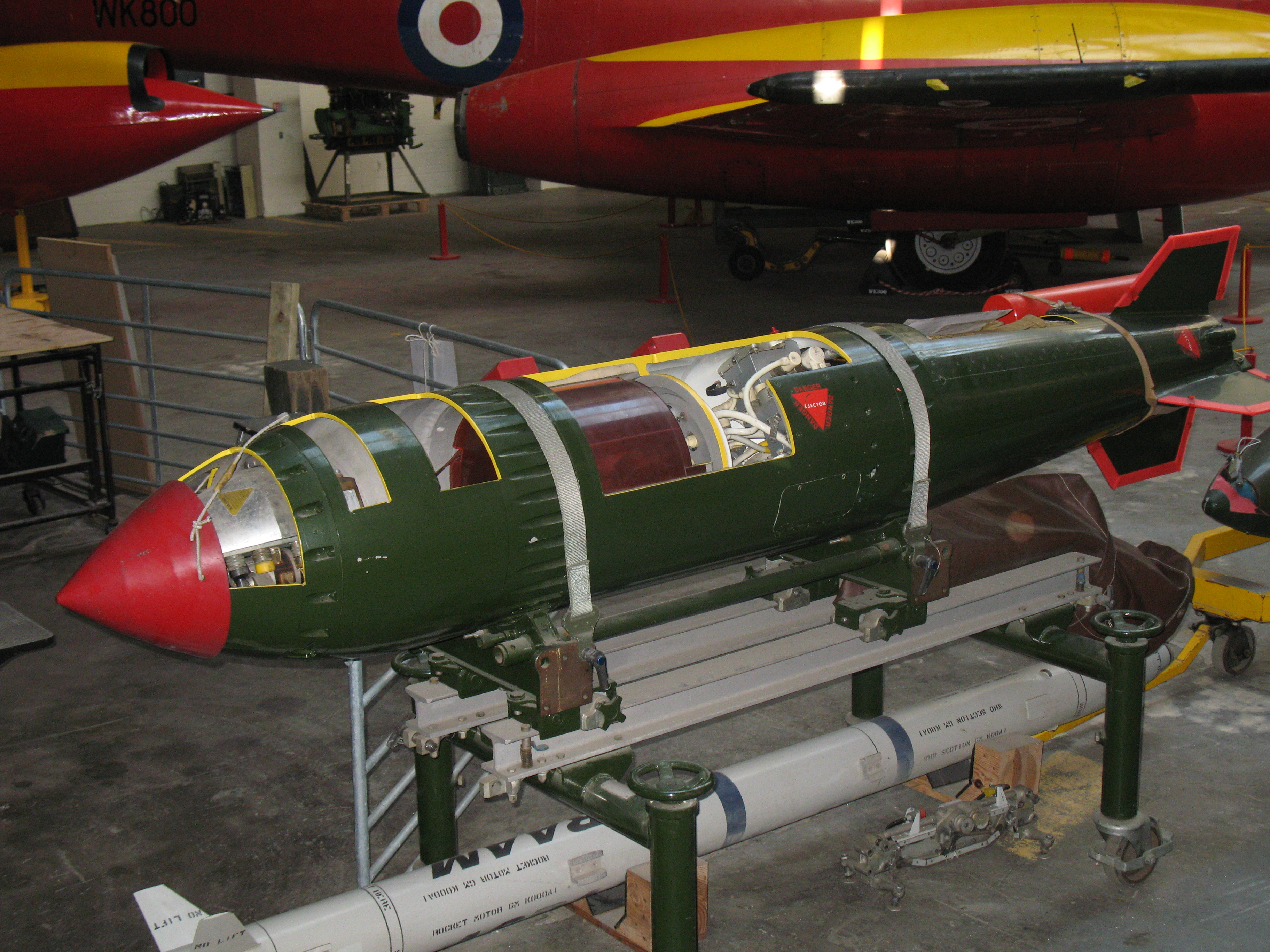
WE177A

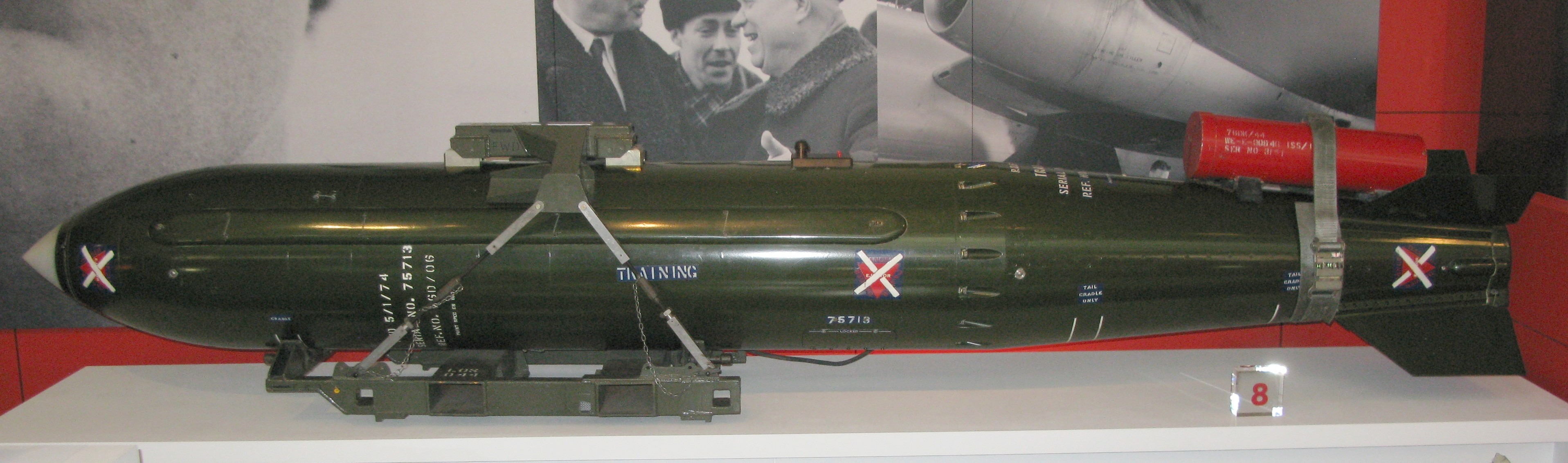
WE177B

WE.177 was de aanduiding voor een in het Verenigd Koninkrijk ontwikkelde tactische atoombom die in eerste instantie ontworpen was om door de strategische bommenwerpers van de RAF V-Force in vrije val te worden afgeworpen als vervanging van zijn grotere en zwaardere voorgangers.
Vanwege de beperkingen en de onstabiliteit van de voorgaande V-Force wapens Red Beard en Yellow Sun bij het afwerpen op lage hoogten werd in 1965 dit nieuwe, lichtere en in omvang veel kleinere wapentype ontworpen. De WE.177 werd operationeel vanaf medio 1966.
Door zijn geringe omvang bleek het wapen later ook bij uitstek geschikt te zijn voor inzet op de Britse moderne kleinere tactische bommenwerpers zoals de Blackburn Buccaneer, de Sepecat Jaguar, de Hawker Siddeley Harrier en de Panavia Tornado.
De WE.177 werd door zijn sterkte en omvang beschouwd als tegenhanger voor het Amerikaanse B-61 kernwapen.
De WE.177 bestond in drie uitvoeringen
- WE.177A met een massa van 282 kg en een geschat TNT-equivalent tussen 0,5 en 10 kiloton. Dit was een kernsplijtwapen en werd door de RAF en Royal Navy van 1967 tot 1998 operationeel gehouden; daarna volgde deactivering.
- WE.177B met een massa van 457 kg en een geschat TNT-equivalent van 450 kiloton. Dit was een thermonucleair wapen (waterstofbom) gebaseerd op de RE.179 bom die eigenlijk voor de Britse GAM-87 Skybolt raket bestemd was. Toen de ontwikkeling van deze raket werd gestopt werd het wapen vanaf 1969 door de RAF als vrijeval bom gebruikt. De deactivering was in augustus 1998.
- WE.177C met een massa van 457 kg en een TNT-equivalent van 200 kiloton. Dit was een nucleaire dieptebom voor gebruik door de Royal Navy waar het operationeel was tot de deactivering in 1992.